# Krkanec
Krkanec – wieś w Chorwacji, w żupanii varażdińskiej, w gminie Vidovec. W 2011 roku liczyła 305 mieszkańców.